# 墨累 (澳大利亞國會選區)
墨累選區（英語：Division of Murray），是澳大利亞維多利亞州的下議院選區，位於該州首府墨爾本以北,因墨累河得名。面積16,229平方公里。
選區始於1949年，一直是澳大利亞國家黨和自由黨的根據地。1996年起當區議員是自由黨的夏曼·斯通。

## 另見
- 澳大利亞聯邦下議院選舉分區